# Heteropoda listeri
Heteropoda listeri là một loài nhện trong họ Sparassidae.
Loài này thuộc chi Heteropoda. Heteropoda listeri được Mary Agard Pocock miêu tả năm 1900.